# Spirotetramat
Spirotetramat ist eine chemische Verbindung aus der Gruppe der Tetramsäure-Derivate und der Kohlensäureester. Sie wird als Insektizid verwendet und gehört zu den ACC-Hemmern, die die Lipidbiosynthese unterbrechen.

## Wirkungsweise
Spirotetramat ist ein ambimobiles Insektizid, d. h., es wird sowohl aufwärts als auch abwärts durch die Leitbündel transportiert.

## Zulassung
Die EU-Kommission entschied 2013, Spirotetramat in die Liste der für Pflanzenschutzmittel zulässigen Wirkstoffe aufzunehmen.
In Deutschland und Österreich waren Pflanzenschutzmittel mit Spirotetramat erhältlich.
Das Bundesamt für Verbraucherschutz und Lebensmittelsicherheit hat zum 30. April 2024 die Zulassung von Pflanzenschutzmitteln mit dem Wirkstoff Spirotetramat widerrufen. Grund für den Widerruf ist, dass die Genehmigung für den Wirkstoff Spirotetramat gemäß Durchführungsverordnung (EU) 2022/489 ausläuft.
In der Schweiz ist das Pflanzenschutzmittel Movento zugelassen, das Spirotetramat enthält.

## Toxizität
Spirotetramat ist für den Menschen nur gering akut toxisch. Es ist augenreizend und potentiell hautsensitivierend wirken. Bei Versuchen an Ratten konnte keine karzinogene Wirkung nachgewiesen werden. Spirotetramat ist giftig für wirbellose Wasserlebewesen sowie Bienen.